# Pontificia facoltà teologica "Marianum"
La Pontificia facoltà teologica "Marianum" di Roma è una istituzione accademica cattolica, con specializzazione in mariologia.

## Storia
L'Ordine dei Servi di Maria nel 1895 aveva fondato il Collegio Sant'Alessio Falconieri che nel 1928 venne trasferito nell'attuale sede di viale Trenta Aprile, n. 6, a Roma.
Il 30 novembre del 1950 papa Pio XII elevava la scuola teologica del Collegio Sant'Alessio Falconieri al rango di Facoltà di Teologia riservata ai frati servi di Maria. Superati i 5 anni di prova, con il decreto Caelesti honorandae Reginae (8 dicembre 1955), veniva definitivamente eretta la Facoltà di Teologia con il titolo di "Marianum".
Con il decreto Theologicas Collegii S. Alexii Falconierii scholas, promulgato dalla Congregazione per l'educazione cattolica il 1º gennaio 1971, la Facoltà Teologica "Marianum" assumeva il titolo di "pontificia", e con esso tutti gli onori, i diritti e i doveri concessi alle altre università e atenei pontifici, l'ampia possibilità d'immatricolare studenti chierici, religiosi e laici, e la facoltà di conferire loro i gradi accademici di licenza e baccalaureato in teologia con la qualifica della "specializzazione in mariologia".

## Presidi
- Silvano Maria Maggiani (2002-2011)
- Salvatore Maria Perrella (2011-2017)
- Denis Sahayaraj Kulandaisamy (dal 2017)

## Gran cancellieri
- Ángel María Ruiz Garnica (2001-2013)
- Gottfried M. Wolff (dal 2013)